# Chojin Locke
Chojin Locke (超人ロック Chojin Locke?) fue creado por Hiriji Yuki. Trata sobre Locke, un ser psiónico dotado de increíbles poderes psíquicos.

## La historia
Locke, conocido comúnmente como “Chojin” o Locke el Superhombre, tiene poderes psiónicos con energías que le permiten permanecer por siempre joven. Su forma preferida es la de un muchacho joven con el pelo verde pálido.
Muchos personas le preguntan ¿Cuantos años tienes? ¿Cuándo naciste?” A qué Locke contesta solamente: "No recuerdo" "Quién sabe".
Locke ha estado desde por lo menos los días más tempranos de la colonización de la humanidad del espacio (según lo visto con uno o dos historias del manga). El manga sigue mientras él vive los centenares de años de la extensión del spaceward de la humanidad, con la primera federación galáctica, con la formación del imperio galáctico, a la caída del imperio y a la subida de una nueva federación de planetas. Con todo, Locke desempeña un papel crucial, como anónimo, solitario, o como Locke el Superhombre.
Locke, para toda su energía y edad, sería granjero pasteando ovejas en alguna parte. Pero, como humanista que nunca ha dado encima de la esperanza del buen lado de la naturaleza humana, así como un pacifista que no pueda estar parado viendo como gente inocente muriendo en guerras. Y en cada batalla lo deja con nuevas habilidades y nuevas energías. Locke, como la historia progresa, alcanza niveles casi divinos en su capacidad; no sólo puede él ver a través de las paredes y leer mentes, telekinesis, flotar en espacio, cambia su aspecto (incluso género) en la voluntad, cura heridas, pueden destruir lunas pequeñas, e incluso destruye los planetas enteros si está bastante desesperado. No es que él desea a o tiene gusto necesariamente de hacer estas cosas. Una más nueva tecnología introduce los dispositivos del anti-ESPer, las cosas que localizan emisiones psionic e incluso puede enviar señales que lastiman psionics grandemente. Y, por supuesto, hay otros psionics quiénes no tienen gusto necesariamente de Locke o para cualquier causa él está trabajando.

## El Manga
El primer episodio fue anunciado en 1967 en un grupo de aficionados "Sakuga Group".
El manga fue publicado por varios revistas que a continuación son:
- OUT El primero
- Shonen King (editorial: Shonen Gahosha) con 27 tomos
- Comic Burger (editorial Scholar)reimpresiones de los 27 anteriores en 19 tomos.
- MEGU Comics ahora en bancarrota.
- Magazine Zero (editorial Seiji Biblos)Publicante actual.

El manga tiene todo tipos de historias. Uno sigue a Locke mientras que él es el heredero al trono del “planeta perdido” (el planeta que perdió el contacto con la civilización, y viceversa) a su lugar legítimo el planeta entero esta lleno de psionics, además de bestias peligrosas. Otra historia sigue a Locke como él procura ocuparse de un dispositivo psionic de control metal, que captura las mentes de los psionics mientras él duerme, y los fuerza hacer cosas repugnantes.

## OVAS
- Locke the Superman: Lord Leon (1989, secuela)
- Locke the Superman: New World Battle Team (1991, secuela)
- Locke the Superman: Mirroring (2000, secuela)

## Películas
El Superman de las Galaxias, Locke the Superman (1984)
Hay dos doblaje en español, uno es de España y el otro es de México.
En España la película fue distribuida en VHS por Chiqui Vídeo en los años 80, mientras que en México fue estrenada en cines, y distribuida por Cinema Golden Choice.
La versión de México fue censurada en los posteriores pases televisivo, donde se eliminaron algunas escenas violentas y desnudos. A la luz de los cortes, éstos fueron hechos a posteriori del doblaje. En cambio, en la versión de España no hubo ninguna censura y su teaducción fue hecha a partir del doblaje inglés internacional, encargado por Toho y realizado en Hong Kong, como ocurrió también con Leda, Macross, Dallos o El tecnopolicía.

## Personajes

### Manga
Locke
El personaje principal de la historia, es inmortal y omnipoderoso, conforme la historia progresa adquiere nuevos poderes y habilidades, puede comparase a un dios, no solo por su poder, sino por su habilidad de poder cambiar los eventos. Lleva una vida solitaria.
Irina Malkelov
La más cercana a Locke, en "El Proyecto Infinito," Irina es un saboteador mandó a destruir el barco el Infinito 1. Ella recluta la ayuda de Locke enlistándose como una chica en su clase de colegio. Cuándo ella descubre que ella fue traicionada y fue despedida por sus empleadores, Locke la salva. Ella llega a ser la única en darse cuenta y retener la memoria de Locke cuán poderoso es sinceramente Locke.
Riola
Ella es "La Serpiente Roja," uno de 200 esper, una poderosa clon creada para cumplir algún proyecto misterioso. A Riola la descubrieron cerca de un sitio del choque de un cohete cuando ella era muy joven. Sus padres fueron asesinados por un grupo de cazadores que la buscaban. Locke la salvó y decidió traerla junto con él en algún lugar seguro. Durante este viaje Riola le mostró su gran poder. Locke sospechó que ella era La Serpiente Roja, el próximo clon en el programa que debía ser activado. Ella murió en las manos de Cougar cuando ella no obedecería sus órdenes para matar Locke. Ella recordó su bondad y se negó. Esta bondad también la causó que insistiera que ella no era una cosa y tuvo un derecho de hacer sus propias decisiones.
Cougar
Otro uno de los 200 clones en el proyecto misterioso, él fue encontrado en un desierto por dos cazadores de dragones en el principio de "La Serpiente Roja." Cougar posteriormente tendría sueños y recordaría finalmente su propósito en la vida: La próxima fase del plan grande. Sin embargo, él necesitaría el poder de la Serpiente Roja. Después de matar a Riola, él encarceló a Locke en un dispositivo de la éxtasis. Cougar estaba sin propósito a causa de la muerte de Joanne. Las palabras de Locke y Riola lo mantuvieron obsesionado. Cuándo otros esper intentaron controlarlo y a Riola, él se defiende pero es vencido. Sin embargo Locke se involucra en la batalla. ¿Cuándo él muere, Cougar le pregunta a Locke cual era su propósito, por qué fue creado él? Locke contesta que debía vivir y curar a Cougar. Cougar entonces se une Locke en "El Guardian del Libro," y "La Búsqueda Final." Él finalmente muere en "El Rey de la Oscuridad."
Ran
El creador de la supercomputadora Elana, que empieza un plan a destruir todo el espers. Cuándo Locke, Nia, y Azelia logran destruir Elana en "La Orden del Nuevo Mundo" Ran Corrió entra en Shock, porque amaba a su creación. Ahora sin su memoria, Nia y Locke lo cuidan hasta que un respaldo de Elana se reactiva en "El Anillo del Espejo." Entonces a ayuda Locke y Nia para destruye a Elana para bien. El entonces pasa a ayudar Locke a restaurar a Nia en su trono en Raffnole, casándose luego con Nia. La última vz que se le ve es en "Stargazer".
Nia
Ella es la reina desplazada del planeta escondido Raffnole. Se da a conocer como uno de los espers lavados del cerebro que trata de destruir Tsua en "La Orden de Nuevo Mundo" a las orden de Elana. Luego ella vive con Locke que la ayuda con el cuidado de Ran, que ha desarrollado un vinuclo con en ella. Con Ran y Locke ella recobra luego su trono en "Espada de la Luz." En esta historia Ran y Nia se aman, se casan y gobiernan Raffnole juntos.
Nagato
En algunas maneras Nagato es uno de los personajes más esenciales. Primero aparece en "Arruinador de Mentes" donde él trata de convencer Locke para que uayude al Profesor Raiga para aislar los planetas de la humanidad. Finalmente Nagato viene a creer que ese plan de Raiga de Profesor está mal. Aunque también salva a Raffnole, Nagato unifica finalmente el resto de los planetas en el primer Imperio Galáctico. Con esta estructura, establece la Computadora Cósmica que se haría responsable de Cougar y Riola. Veinte años después que reclamar el trono del Imperio Galáctico Nagato se asesinado.

## Voces
Película El Superman de las Galaxias, Locke the Superman.

### Seiyuu, inserción de voces en japonés
- Locke - Keiichi Nanba
- Jessica Orin - Keiko Han
- Lord Leon - Shuuichi Ikeda
- Cornellia - Toshiko Fujita
- Erika - Mika Kanai
- Chief - Kazue Komiya
- Dafnis - Takehito Koyasu
- Palas - Bin Shimada
- Azelia - Yoshino Takamori
- Marue - Saeko Shimazu
- Yamaki Ryuu - Yoshito Yasuhara

### Versión en español
Hay dos doblaje en español, uno es de España y el otro es de México.
| Personaje                   | México          | España      |
| Locke                       | Jesús Barrero   | Jordi Pons  |
| General Yamaki              | Yamil Atala     | Luis Posada |
| Voz de personaje secundario | Guillermo Coria | Vicente Gil |
| Voz de personaje secundario | Rubén Moya      | Vicente Gil |